# Radka Bodzewicz
Radka Bodzewicz (1991) je česká výtvarnice moravského původu.

## Život a kariéra
Narodila se v Šumperku. V letech 2011 – 2017 studovala na pražské Akademii výtvarných umění a aberdinské umělecké škole Art college of Robert Gordon University ve Skotsku. Ve své tvorbě se soustředí na ztvárnění velkých filozoficko-vědeckých témat lidské všednosti a kulturní rozmanitosti v podobě zachycování vývoje mýtů a symbolů. Vše dělá prostřednictvím rozsáhlých olejomaleb a sochařských objektů (3D tisk), které doplňuje či doprovází digitálním kontentem s pomocí technologií a aplikací podporujících rozšířenou realitu, virtuální realitu či dokonce pomocí promítání na obrazy vrstvy videomappingu. Každá výstava je zpravidla zasvěcená jednomu tématu, který byl zpracován podle vybraného vědeckého dílu, jako například dílo Božská komedie od Dantego Alighieriho, dílo Mýtus o věčném návratu (archetypy a opakování) od Mircea Eliadeho, dílo Lidský úděl a jeho proměnlivá tvář od Jaroslava Krejčího mladšího a dílo Ztracený ráj od Johna Miltona a mnoho dalších. V roce 2023 její umělecká digitální díla byla vybrána pro prezentaci na České sezóně v Drážďanech pro státní galerie Kunsthalle Lipsiusbau. O její tvorbu má zájem široké publikum[kdo?] od soukromých sběratelů[kdo?] až po zahraniční galerie[kdo?].